# Soudron
Soudron település Franciaországban, Marne megyében. Lakosainak száma 299 fő (2022. január 1.). Soudron Breuvery-sur-Coole, Bussy-Lettrée, Cheniers, Fère-Champenoise, Germinon, Lenharrée, Nuisement-sur-Coole, Vassimont-et-Chapelaine, Vatry és Villeseneux községekkel határos.

## Népesség
A település népessége az elmúlt években az alábbi módon változott:
| Lakosok száma | 288  | 249  | 287  | 250  | 311  | 309  | 301  | 292  | 293  | 299  |
|               | 1968 | 1982 | 1990 | 2006 | 2013 | 2015 | 2017 | 2019 | 2020 | 2022 |